# DR 18 201
Die Schnellzuglokomotive mit der Betriebsnummer 18 201 der Deutschen Reichsbahn entstand 1960 bis 1961 im Reichsbahnausbesserungswerk Meiningen aus Teilen der Henschel-Wegmann-Zug-Lokomotive 61 002, dem Schlepptender der 44 468 und Teilen der H 45 024 und einer Lokomotive der DR-Baureihe 41. Der Giesl-Ejektor wurde 1956 für die 50 831 als Probeexemplar aus Österreich beschafft und später umgesetzt. Sie war zeitweise die schnellste betriebsfähige Dampflokomotive der Welt.

## Entstehung

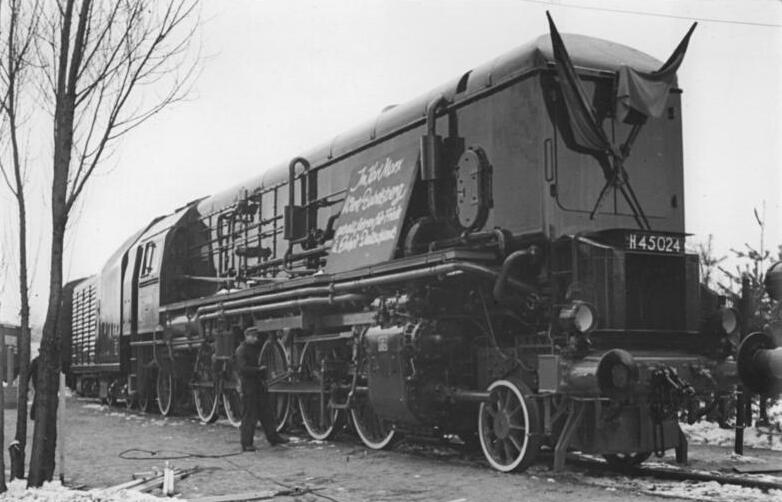
Die zweite Spenderlok H 45 024

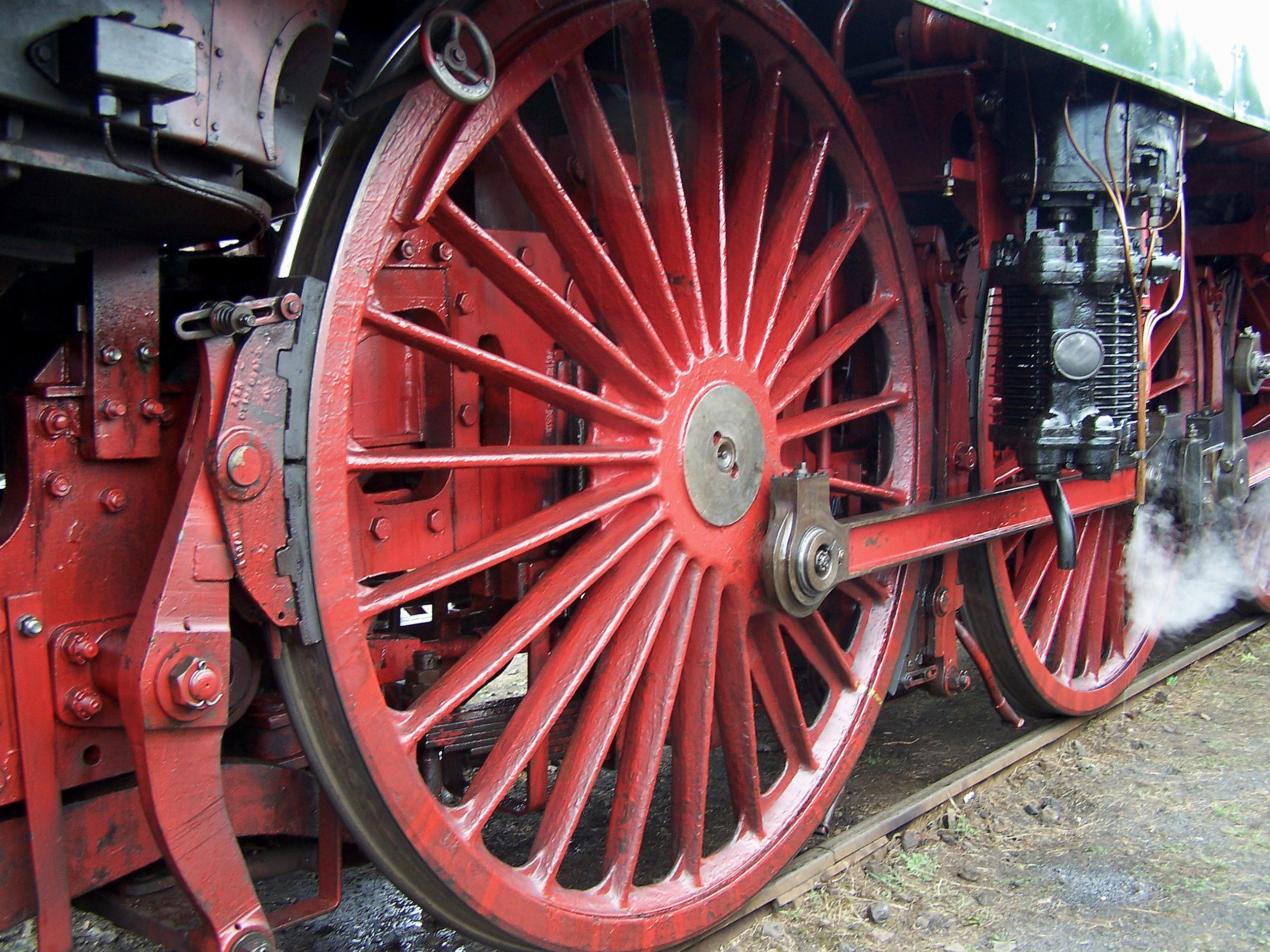
Treibräder der 18 201 mit 2300 mm Durchmesser

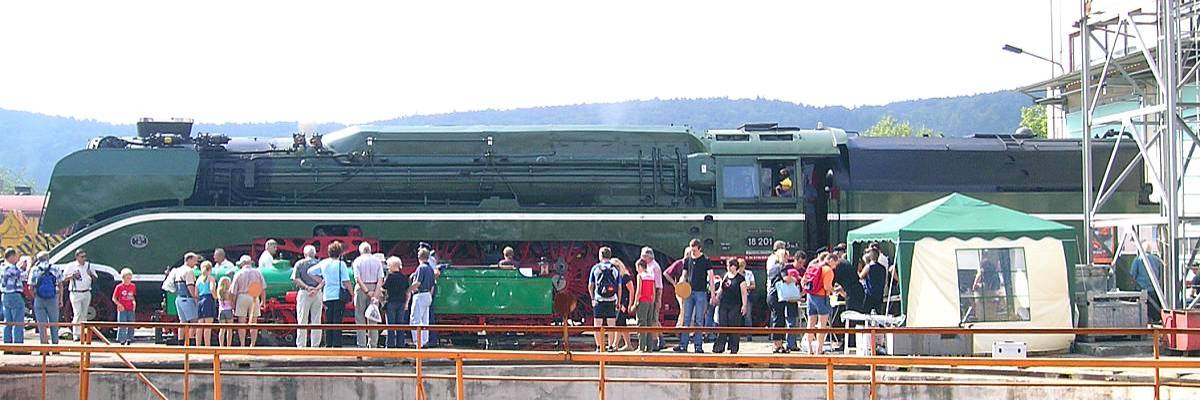
Die 18 201 mit einer Lokomotive der Dresdner Parkeisenbahn

Die Motive für den Umbau waren zum einen, dass die bereits seit Jahren abgestellte 61 002 als Einzelstück kaum im Plandienst zu gebrauchen war, zum anderen, dass die VES-M Halle dringend Schnellfahrlokomotiven für eine Geschwindigkeit von mindestens 160 km/h benötigte, um Probefahrten mit für den Export bestimmten Reisezugwagen der einheimischen Waggonbauindustrie durchzuführen. Mit ihren 2300 Millimeter großen Treibrädern bot sich die 1939 bei Henschel & Sohn gebaute 61 002 für einen solchen Umbau an. Der Umbau war vom Leiter der Fahrzeugversuchsanstalt Halle (Saale) Max Baumberg initiiert worden.
Von der 61 002 wurde der vordere Rahmenteil (Barrenrahmen) und das Trieb- und Fahrwerk bis zur dritten Kuppelachse übernommen. Der Rahmen für das hintere Bisselgestell, der hintere Kuppelkasten sowie die Außenzylinder stammten von der misslungenen Hochdrucklokomotive H 45 024. Der hintere Rahmen wurde in Anlehnung an den Rahmen der H 45 024 neu als Blechrahmen konstruiert und an den vorderen Barrenrahmen angeschweißt. Der Rahmen der H 45 024 konnte nicht verwendet werden, da dessen Wangenstärke von 100 mm nicht zu den 80 mm des Barrenrahmens der 61 002 passte.
Der Innenzylinder wurde durch eine Neukonstruktion ersetzt. Der Ersatz der Zylinder war notwendig, da die ursprüngliche Dampfmaschine der 61 002 einen Druck von 20 bar erforderte, passende Kessel aber wegen Material- und Unterhaltungsproblemen keine ausreichende Lebensdauer erreichten. Als Dampferzeuger kam ein Neubaukessel 39E zum Einsatz, welcher auch in den Lokomotiven der Baureihen 03, 22 und 41 Verwendung fand. Der Tender war zuvor mit der 44 468 gelaufen.
Die Lok erhielt auch, wie zu dieser Zeit bei der Deutschen Reichsbahn häufig verwirklicht, einen Giesl-Ejektor. Weitere technische Anpassungen waren eine Gegendruckbremse (damit einhergehend erhielt die Lok auch einen Oberflächenvorwärmer) und zwei zusätzliche Luftleitungen, um die Lok auch als Bremslokomotive nutzen zu können. Kurz nach den ersten Fahrten entschied man jedoch, das Fahrwerk nicht den gewaltigen Bremskräften auszusetzen und diese Einrichtungen (z. B. die Riggenbach-Gegendruckbremse) außer Betrieb zu setzen.
Die Lokomotive wurde an der Front und über den Kesselaufbauten strömungsgünstig verkleidet. Diese Verkleidung bezieht auch den Tender mit ein. Ihre Nummer erhielt die neue Lokomotive in zweiter Besetzung zur Erinnerung an die erste deutsche Lokomotive mit der Achsfolge 2’C1’ („Pacific“), der Gattung IV f der Großherzoglichen Badischen Staatsbahn (Baureihe 18.2). Der Umbau wurde wesentlich von Max Baumberg beeinflusst, dem Leiter der VES-M in Halle (Saale). Nach Vorgaben von Baumberg wurde z. B. die Verkleidung an die 232.U.1 der SNCF angelehnt.
Am 31. Mai 1961 verließ die 18 201 als spektakulärste Rekolok (Fab.-Nr. 89) des Raw Meiningen erstmals den dortigen Anheizschuppen. Zum damaligen Zeitpunkt hatte die Lokomotive zwar schon einen mittelgrünen Anstrich für die Aufbauten, jedoch noch keine weißen Zierstreifen. Diese wurden erst später angebracht. Den Posten des Stammlokführers übernahm Rudi Rindelhardt. Ihr künftiger Standort war das Bw Halle-P.
1964 wurde die Maschine erstmals auf der Strecke Frankfurt (Oder) und Fangschleuse erprobt, wobei 160 km/h gemessen wurden. Im November desselben Jahres erreichte die Maschine auf dem Eisenbahnversuchsring Velim in der Tschechoslowakei Spitzengeschwindigkeiten von 176 km/h.
Am 29. Juni 1967 erhielt die 18 201 in Meiningen eine Ölhauptfeuerung und wurde anschließend beim Bw Halle G stationiert. Mit der Umstellung auf ein EDV-gerechtes Nummernsystem erhielt die Lokomotive die Betriebsnummer 02 0201-0. Am 12. Oktober 1972 konnte Rindelhardt bei einer Versuchsfahrt mit dem Gleismesswagen von Delitzsch nach Berlin zwischen Gräfenhainichen und Bergwitz einen neuen Rekord erzielen. Dort erreichte er eine Spitzengeschwindigkeit von 182,4 km/h. Für das anspruchsvolle Abbremsen der Maschine fand ein spezieller Regelkatalog Beachtung. Damit war die Lokomotive zur schnellsten betriebsbereiten Dampflokomotive der Welt geworden.
Wenn sie nicht im Versuchsbetrieb benötigt wurde, war die Lokomotive auch bis in die siebziger Jahre im Plandienst vor Schnellzügen im Einsatz. Aufgrund des großen Verschleißes wurde die Verwendung im Plandienst aber ab 1966/67 untersagt.

## Einsatz als Traditionslok

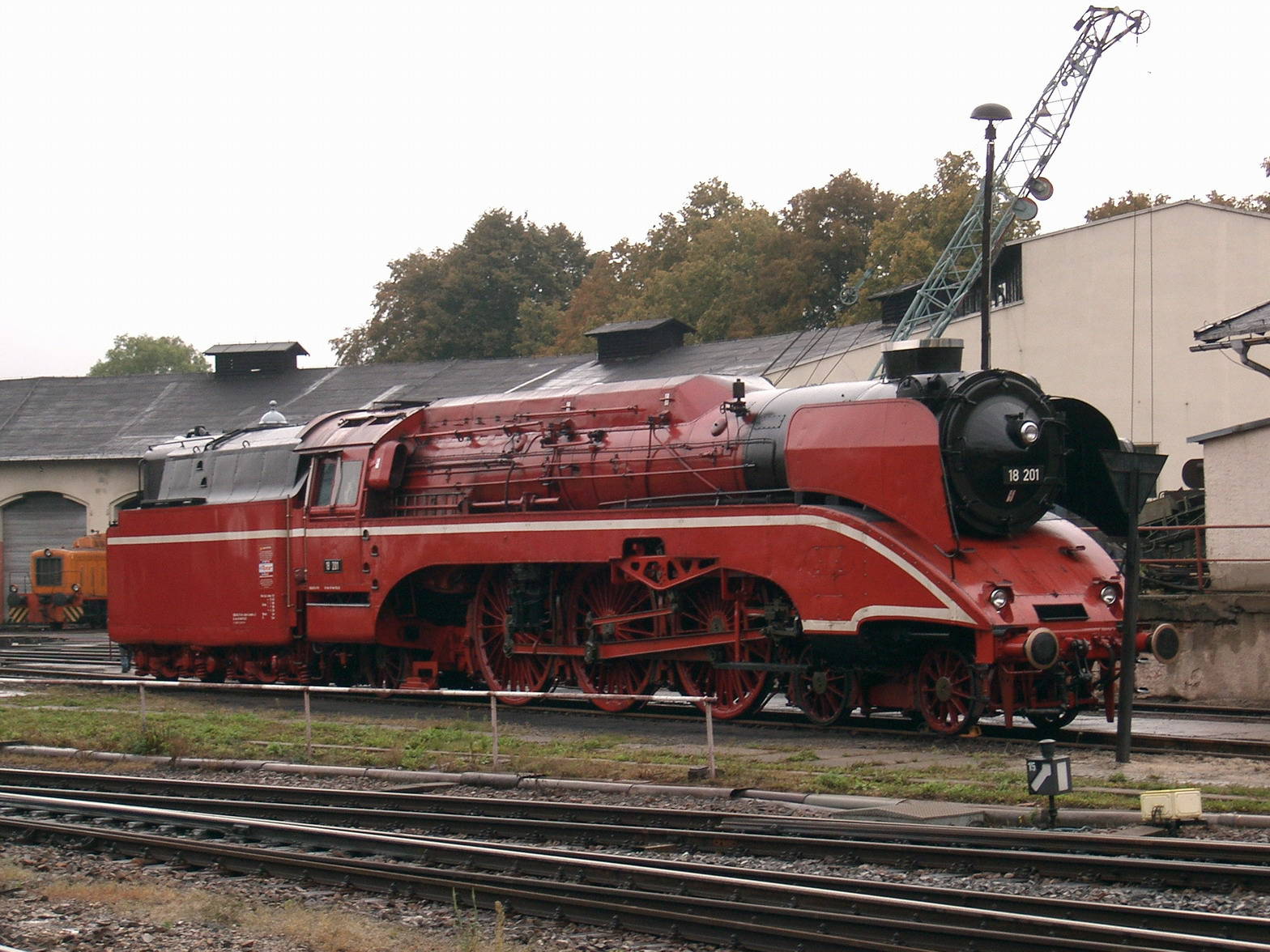
18 201 am 25. September 2004 mit rotem Farbanstrich

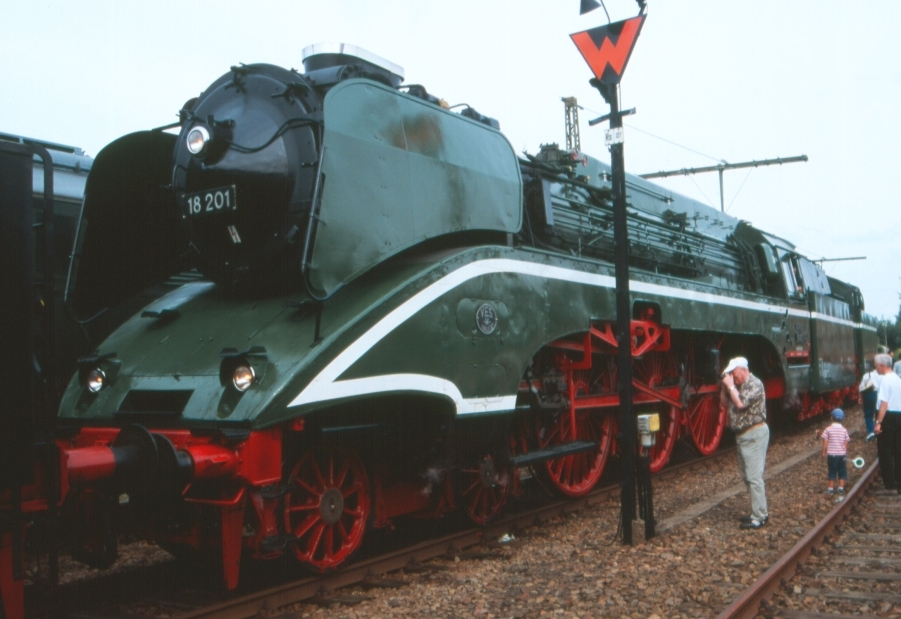
18 201 im August 2005 – wieder in Grün

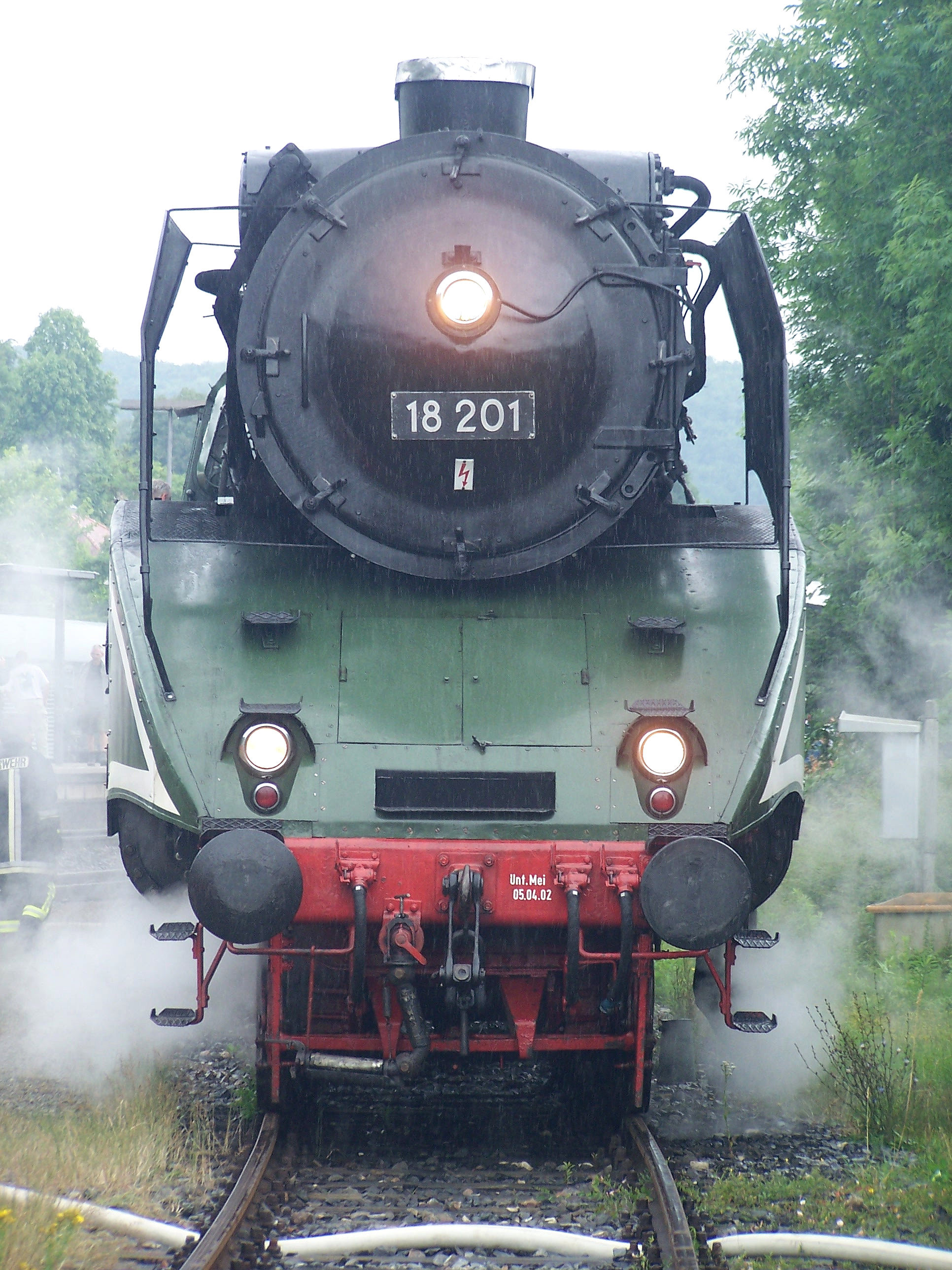
18 201 in Frontalansicht am 30. Juni 2007 in Hersbruck

### Deutsche Reichsbahn und Deutsche Bahn AG
Seit 1980 wurde die Lokomotive hauptsächlich vor Traditions- und Sonderzügen eingesetzt, seit 1987 teilweise mit einem zweiten Tender, um längere Strecken ohne das Wasserfassen zurücklegen zu können. 1989 war die Lokomotive nach einem Entgleisungsschaden nur noch für 80 km/h zugelassen, erst nach einer aufwändigen Reparatur durfte sie ab Juli 1990 wieder die volle Geschwindigkeit fahren. Mit der Bahnreform am 1. Januar 1994 ging das Eigentum der Deutschen Reichsbahn in den Besitz der neugegründeten Deutschen Bahn AG über. Bereits 1995 musste das Unternehmen die beiden Traditionslokomotiven 18 201 und 03 1010 nach schweren Entgleisungsschäden in das Dampflokwerk Meiningen schicken. Dabei wurde die Reparatur der großen Kuppelräder der 18 201 zu einem komplizierten Unterfangen, da es keine Radsatzdrehmaschine für 2300-Millimeter-Räder mehr gab. Anschließend blieb die weiterhin in Halle (Saale) stationierte Lokomotive bis 1997 betriebsfähig und wurde dann abgestellt.

### Dampf-Plus GmbH
Um die Maschine wieder unter Dampf zu setzen, gründeten der Unternehmer Christian Goldschagg und der Musiker Axel Zwingenberger zunächst die Initiative Rettet die 18 201 und anschließend die Dampf-Plus GmbH. Mit dem Geld dieser Firma wurde die Lok im Dampflokwerk Meiningen vollständig aufgearbeitet und am 4. April 2002 den Investoren übergeben. Dampf-Plus hatte als Geldgeber in diesem Zusammenhang mit dem DB Museum einen Kooperationsvertrag geschlossen, um die Investitionssumme durch Nutzungsrechte an der Lok mittels Vermarktungskonzepten gewinnbringend wieder einzuspielen und am Erhalt der 18 201 maßgeblich mitzuwirken. In der Folge kam es zu einem Streit über die Wahrung der Vertragsinhalte mit der Deutschen Bahn AG, wobei es auch darum ging, dass aus Sicherheitsgründen nur DB-Stammpersonal die Lokomotive bedienen durfte. Im März 2004 wurden die Kooperationsverträge endgültig aufgehoben, wobei die DB weiterhin auf ihr Recht der Personalgestellung pochte. Ab dem 28. Februar 2004 war Dampf-Plus Eigentümer der Lokomotive und versuchte in der Folge, die Lokomotive wieder zu verkaufen, um die Verluste des Unternehmens zu kompensieren.
Zwischen dem 30. April 2002 und dem 10. Juli 2005 war die traditionell in Grün lackierte Maschine in einer roten Sonderlackierung RAL 3003 (Rubinrot) unterwegs, die der Modellbahnhersteller Roco für diesen Zeitraum gesponsert hatte. Nach dieser Vermarktungskampagne erhielt 18 201 eine chromoxidgrüne Färbung RAL 6020.
Nach der Aufarbeitung war die unter Denkmalschutz stehende Lokomotive bis zum 30. April 2012 im Ringlokschuppen des ehemaligen Bahnbetriebswerks Nossen untergebracht. Seitdem ist die Lokomotive in Wittenberg stationiert. Ab dem 31. Januar 2006 umfasst die denkmalschutzrechtliche Genehmigung auch einen Standort außerhalb von Halle. Die letzte große Sonderfahrt der 18 201 mit Zusatztender fand am 16. Juli 2005 von Dresden an die Ostsee statt. Auch in der Folge gab es immer wieder Einsätze der Lokomotive.
Im März 2006 wurde von Zwingenberger eine treuhänderische Stiftung unter dem Namen Stiftung Dampflok 18 201 eingerichtet und in die Obhut der Deutschen Stiftung Denkmalschutz gelegt. Im selben Jahr gab er ein Buch über die 18 201 unter dem Titel Legende 18 201. Schnellste Dampflok der Welt im Selbstverlag heraus. 2007 wurde die Stiftung Dampflok 18 201 in Stiftung Kultur auf Schienen umbenannt und fokussiert sich seit dem auf den Erhalt ehemaliger Regierungszüge der DDR. Ihr Auftrag ist unter anderem der Erhalt dieser bedeutenden Dampflokomotive als fahrendes Denkmal in Deutschland; außerdem soll die Maschine der Öffentlichkeit zugänglich bleiben.

#### Schnellfahrt am 2. Juni 2011

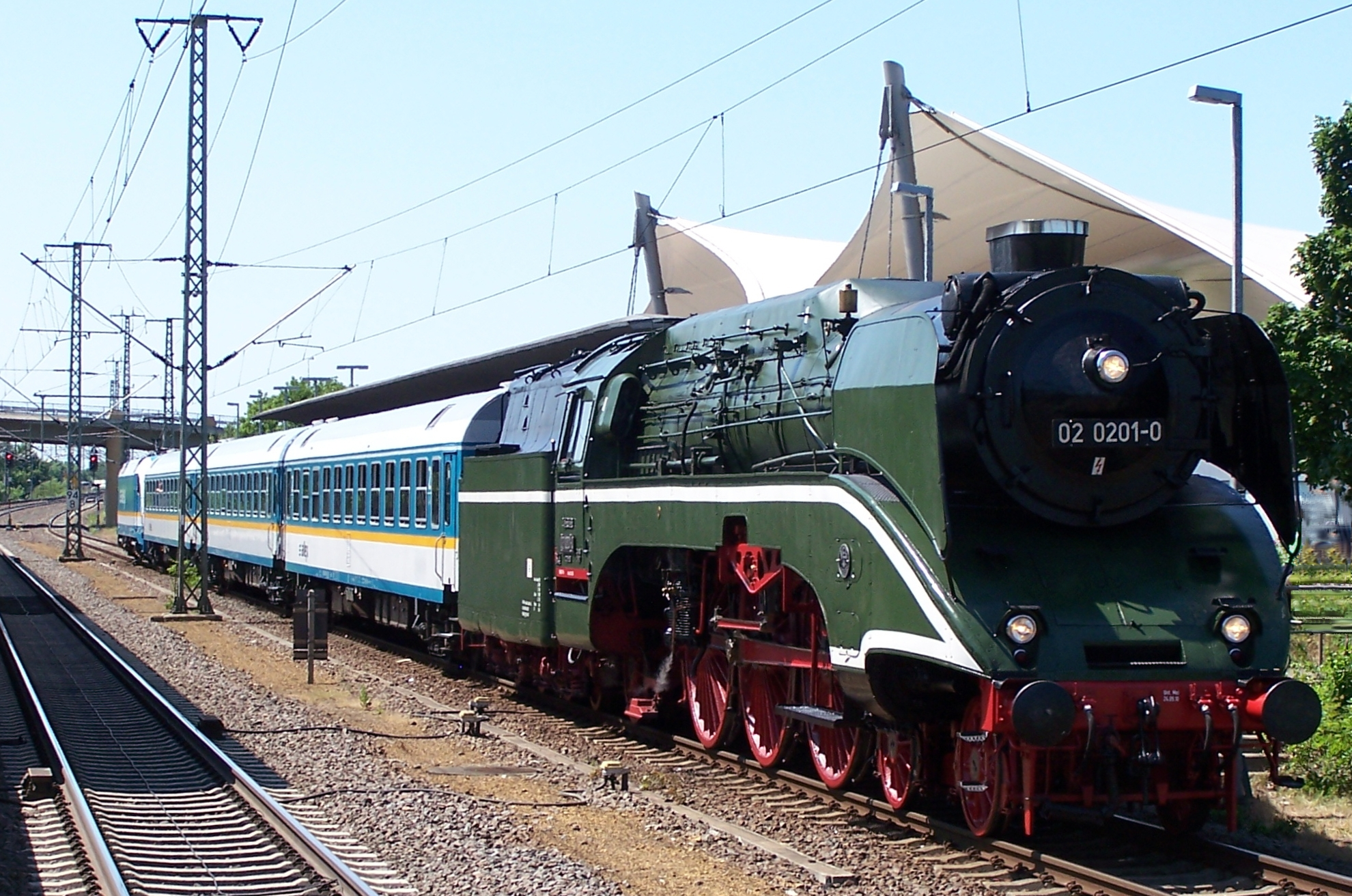
18 201 nach der Schnellfahrt im Bahnhof Lutherstadt Wittenberg

Nach umfangreichen Vorbereitungen erreichte die 18 201 bei einer Sonderfahrt auf der Anhalter Bahn im Abschnitt zwischen Bitterfeld und Lutherstadt Wittenberg eine Geschwindigkeit von etwa 160 km/h. Der Zug bestand aus drei Reisezugwagen des ALEX und der 183 003 als Bremslokomotive.

#### Langstreckenfahrt am 4. Juni 2011

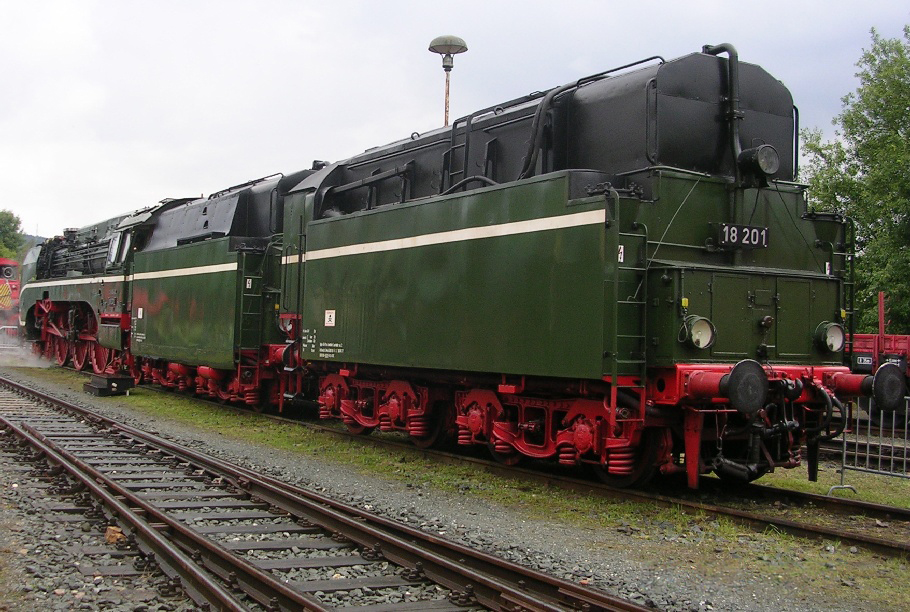
18 201 mit Zusatztender 2017 in Meiningen

Am 4. Juni 2011 absolvierte die 18 201 mit einem aus fünf Wagen bestehenden Schnellzug auf einer von Dampf-Plus und den Sonderzugveranstaltungen Chemnitz organisierten Langstreckenfahrt von Leipzig ins Eisenbahnmuseum Darmstadt-Kranichstein und zurück eine Distanz von immerhin circa 900 Kilometern störungsfrei und, abgesehen von Spessart- und Frankenwaldrampe, völlig ohne Schiebelokomotive.

#### Goldschagg Vermietungen
Von 2010 bis 2015 war sie durch die Deutsche Museums-Eisenbahn im nationalen Fahrzeugeinstellungsregister angemeldet. Seit 2015 ist die Lokomotive durch die Sonderzugveranstaltungen in Chemnitz registriert. Im Jahr 2005 ging die Lokomotive in das Privateigentum von Christian Goldschagg über, nachdem die Dampf-Plus GmbH die eigenständige Vermarktung aus wirtschaftlichen Gründen aufgeben musste. Goldschagg entließ nach der Übernahme alle Mitarbeiter der Dampf-Plus GmbH, um die Lokomotive direkt über seinen Münchener Mietservice zu vermarkten.
Ende 2018 liefen bei der denkmalgeschützten Lokomotive 18 201 sämtliche Fristen an Fahrwerk und Kessel nach acht Jahren seit der letzten Hauptuntersuchung ab. Am 1. September fand noch eine große Abschiedsfahrt statt. Die Lokomotive wurde zunächst unzugänglich in einem Lokschuppen konserviert abgestellt. Am 14. August 2019 wurde die 18 201 wegen Geschäftsaufgabe der Dampf-Plus GmbH an die Wedler Franz Logistik GmbH & Co. KG (WFL), Potsdam verkauft.

### Wedler Franz Logistik GmbH & Co. KG
Der neue Eigentümer WFL ließ die Lokomotive im November 2019 zur Erledigung von Teilgewerken, unter anderem an den Bremsanlagen von Lok und Tender im Rahmen der notwendigen gesetzlichen Hauptuntersuchung zur Wiederinbetriebnahme, in das Aw Neustrelitz überführen. Im September 2020 kehrte sie von dort in ihr Heimat-Bw Nossen zurück, wo die weiteren Arbeiten der Hauptuntersuchung zur Erlangung der neuen Zulassung im Streckendienst durchgeführt werden sollten. Nach erfolgter Zulassung für den Betriebsdienst soll die Lokomotive für Sonderfahrten wieder zur Verfügung stehen.